# Grand Prix Velké Británie 2008
Grand Prix Velké Británie 2008 (LXI Santander British Grand Prix) devátý závod 59. ročníku mistrovství světa vozů Formule 1, historicky již 794. grand prix, se uskutečnila na okruhu Silverstone.

## Výsledky
- 6. červenec 2008
- Okruh Silverstone
- 60 kol x 5,141 km = 308,355 km
- 794. Grand Prix
- 7. vítězství Lewis Hamiltona
- 159. vítězství pro McLaren
- 198. vítězství pro Velkou Británii
- 6. vítězství pro vůz se startovním číslem 22
- 52. vítězství ze 4. startovní pozice

| Legenda k tabulce | Legenda k tabulce                                                                       |
| Barva             | Výsledek                                                                                |
| ----------------- | --------------------------------------------------------------------------------------- |
| Zlatá             | Vítěz                                                                                   |
| Stříbrná          | 2. místo                                                                                |
| Bronzová          | 3. místo                                                                                |
| Zelená            | Bodované umístění                                                                       |
| Modrá             | Nebodované umístění                                                                     |
| Modrá             | Dokončil neklasifikován (NC)                                                            |
| Fialová           | Odstoupil (Ret)                                                                         |
| Červená           | Nekvalifikoval se (DNQ)                                                                 |
| Červená           | Nepředkvalifikoval se (DNPQ)                                                            |
| Černá             | Diskvalifikován (DSQ)                                                                   |
| Bílá              | Nestartoval (DNS)                                                                       |
| Bílá              | Závod zrušen (C)                                                                        |
| Světle modrá      | Pouze trénoval (PO)                                                                     |
| Světle modrá      | Páteční testovací jezdec (TD)                                                           |
| Bez barvy         | Netrénoval (DNP)                                                                        |
| Bez barvy         | Vyřazen (EX)                                                                            |
| Bez barvy         | Nepřijel (DNA)                                                                          |
| Bez barvy         | Odvolal účast (WD)                                                                      |
| Bez barvy         | Nezúčastnil se (prázdné)                                                                |
| Označení          | Význam                                                                                  |
| Tučnost           | Pole position                                                                           |
| Kurzíva           | Nejrychlejší kolo                                                                       |
| †                 | Jezdec nedojel do cíle, ale byl klasifikován, protože odjel více než 90 % délky závodu. |
| ‡                 | Byl udělován poloviční počet bodů, protože bylo odjeto méně než 75 % délky závodu.      |
| Horní index       | Umístění bodujících jezdců ve sprintu                                                   |

| Pozice | č.  | Jezdec               | Vůz               | Kolo | Čas         | Pole | Body | Nej. kolo      | 1. Pitstop   | 2. Pitstop   | 3. Pitstop   |
| ------ | --- | -------------------- | ----------------- | ---- | ----------- | ---- | ---- | -------------- | ------------ | ------------ | ------------ |
| 1      | 22. | Lewis Hamilton       | McLaren MP4-23    | 60   | 1:39:09.440 | 4    | 10   | 1:32.817       | 21. / 26.340 | 38. / 25.638 |              |
| 2      | 3.  | Nick Heidfeld        | BMW Sauber F1.08  | 60   | á 1:08,577  | 5    | 8    | 1:32.719       | 22. / 26.562 | 38. / 25.783 |              |
| 3      | 17. | Rubens Barrichello   | Honda RA108       | 60   | á 1:22,273  | 16   | 6    | 1:33.386 (11.) | 24. / 26.681 | 35. / 47.461 | 46. / 26.864 |
| 4      | 1.  | Kimi Räikkönen       | Ferrari F2008     | 59   | á 1 kolo    | 3    | 5    | 1:32.150       | 21. / 26.242 | 30. / 28.218 |              |
| 5      | 23. | Heikki Kovalainen    | McLaren MP4-23    | 59   | á 1 kolo    | 1    | 4    | 1:33.130 (5.)  | 19. / 26.529 | 34. / 25.595 |              |
| 6      | 5.  | Fernando Alonso      | Renault R28       | 59   | á 1 kolo    | 6    | 3    | 1:33.133 (6.)  | 20. / 26.703 | 26. / 26.558 |              |
| 7      | 11. | Jarno Trulli         | Toyota TF108      | 59   | á 1 kolo    | 14   | 2    | 1:33.808 (13.) | 26. / 25.926 | 47. / 24.088 |              |
| 8      | 8.  | Kazuki Nakadžima     | Williams FW30     | 59   | á 1 kolo    | 15   | 1    | 1:34.277 (14.) | 25. / 25.817 | 35. / 36.232 |              |
| 9      | 7.  | Nico Rosberg         | Williams FW30     | 59   | á 1 kolo    | 20   |      | 1:34.797 (16.) | 24. / 26.842 | 35. / 29.122 | 40. / 31.520 |
| 10     | 10. | Mark Webber          | Red Bull RB4      | 59   | á 1 kolo    | 2    |      | 1:32.952 (4.)  | 18. / 25.861 | 28. / 28.312 |              |
| 11     | 14. | Sébastien Bourdais   | Toro Rosso STR3   | 59   | á 1 kolo    | 13   |      | 1:33.367 (9.)  | 27. / 30.488 | 35. / 26.850 |              |
| 12     | 12. | Timo Glock           | Toyota TF108      | 59   | á 1 kolo    | 12   |      | 1:34.610 (15.) | 25. / 26.280 | 43. / 24.726 |              |
| 13     | 2.  | Felipe Massa         | Ferrari F2008     | 58   | á 2 kola    | 9    |      | 1:33.257 (8.)  | 21. / 26.770 | 30. / 26.680 | 49. / 24.643 |
| Pozice | č.  | Odstoupili           | Vůz               | Kolo | Důvod       | Pole | Body | Nej. kolo      | 1. Pitstop   | 2. Pitstop   | 3. Pitstop   |
| Ret    | 4.  | Robert Kubica        | BMW Sauber F1.08  | 39   | Hodiny      | 10   |      | 1:33.539 (12.) | 23. / 27.349 | 38. / 29.443 |              |
| Ret    | 16  | Jenson Button        | Honda RA108       | 38   | Mimo trať   | 17   |      | 1:33.376 (10.) | 25. / 26.439 | 35. / 48.083 |              |
| Ret    | 6.  | Nelson Piquet jr.    | Renault R28       | 35   | Mimo trať   | 7    |      | 1:33.203 (7.)  | 22. / 27.714 |              |              |
| Ret    | 21. | Giancarlo Fisichella | Force India VJM01 | 26   | Mimo trať   | 19   |      | 1:34.930 (17.) |              |              |              |
| Ret    | 20. | Adrian Sutil         | Force India VJM01 | 10   | Mimo trať   | 18   |      | 1:38.160 (18.) |              |              |              |
| Ret    | 15. | Sebastien Vettel     | Toro Rosso STR3   | 0    | Mimo trať   | 8    |      |                |              |              |              |
| Ret    | 9.  | David Coulthard      | Red Bull RB4      | 0    | Mimo trať   | 11   |      |                |              |              |              |

- žlutě – nejrychlejší pitstop
- zeleně – nejpomalejší pitstop
- červeně – Neplánovaná zastávka

## Nejrychlejší kolo
Kimi Räikkönen- Ferrari F2008-1:32.150
- 30. nejrychlejší kolo Kimi Räikkönena
- 210. nejrychlejší kolo pro Ferrari
- 60. nejrychlejší kolo pro Finsko
- 124. nejrychlejší kolo pro vůz se startovním číslem 1

## Zajímavosti
- 1. podium pro Rubense Barrichella v této sezoně (získal 27. třetí místo)
- 1. podium pro Hondu v této sezoně
- 1. pole position pro Heikki Kovalainena
- 1. první řada na startu pro Marka Webbera
- 1. první řada na startu pro Red Bull Racing
- Kazuki Nakadžima startoval v 10. Grand Prix
- Lewis Hamilton zvítězil ze čtvrtého místa na startu, celkově se tak stalo po 52. Poprvé to dokázal Wolfgang von Trips s vozem Ferrari 156 při Grand Prix Velké Británie 1961 a naposledy Fernando Alonso s vozem Renault R26 při Grand Prix Bahrajnu 2006.

| Pole position     | Vítězství          | Nej. kolo      |
| Finsko            | Spojené království | Finsko         |
| Heikki Kovalainen | Lewis Hamilton     | Kimi Räikkönen |
| McLaren MP4-23    | McLaren MP4-23     | Ferrari F2008  |
| 1'21.049          | 1:39'09.440        | 1'32.150       |
| 228.351 km/h      | 186.585 km/h       | 200.842 km/h   |
| ----------------- | ------------------ | -------------- |